# Darko Pančev
Darko Pančev (Alfabeto cirílico: Дарко Панчев; Skopie, actual Macedonia del Norte, en la antigua Yugoslavia; 7 de septiembre de 1965) es un exfutbolista internacional yugoslavo, macedonio y ganador de la Bota de Oro en 1991.

## Trayectoria
Comenzó a jugar en 1982 en Skopie, en el FK Vardar de, por aquel entonces, ciudad yugoslava. Con este modesto equipo jugó un rol fundamental en la conquista del único campeonato yugoslavo que el FK Vardar tiene en sus vitrinas, el conseguido en la temporada 1986-87. En 1988 y tras marcar 84 goles en 151 partidos fichó por uno de los grandes del fútbol balcánico, el Estrella Roja de Belgrado, donde permanece cuatro años, marcando otros 84 goles, y ganando la Copa de Europa en 1991. Con aquel espectacular equipo donde coincidió una generación de jugadores como Robert Prosinečki, Siniša Mihajlović, Dejan Savićević o Vladimir Jugović, Pancev comienza a ser conocido como uno de los más poderosos delanteros del mundo. Muchos hinchas del Estrella Roja recuerdan a Pancev como el jugador que tiró el penalti que decidió aquel encuentro. El gol dio al equipo balcánico el título más prestigioso del fútbol europeo, por primera vez en los 50 años de existencia del club.
En 1992 comenzaría el declive y el calvario personal del ariete. En primer lugar firma por el poderoso Inter de Milán donde no le fue posible demostrar sus habilidades goleadoras. Fue conocido como uno de los más famosos "bidoni" (denominación italiana para "jugadores de pobre rendimiento") en la historia del club. Jugó 12 partidos con el Inter y sólo marcó un gol. En enero de 1994 fue cedido al VfB Leipzig alemán, donde marcó dos goles en 10 partidos.
En 1994 forma parte del partido inaugural del equipo de la República Yugoslava de Macedonia como jugador estrella. En la temporada 1994-95 vuelve al Inter de Milán, donde juega 7 partidos y marca 2 goles. Ya en la temporada 1995-96 deja la escuadra nerazzurri para ingresar en el Fortuna Düsseldorf en la siguiente temporada, donde juega 14 partidos, marcando 2 goles.
Acaba su carrera jugando en Suiza, en el FC Sion en 1997.
Pancev anotó más de 300 dianas en partidos oficiales durante su carrera, 171 de ellos con la antigua Yugoslavia. También alcanzó los cuartos de final en el Mundial de Italia '90 con dicha selección.

## Clubes
| Club                 | País       | Año       |
| -------------------- | ---------- | --------- |
| FK Vardar            | Yugoslavia | 1982-1988 |
| Estrella Roja        | Yugoslavia | 1988-1992 |
| Inter de Milán       | Italia     | 1992-1995 |
| VfB Leipzig (cedido) | Alemania   | 1994      |
| Fortuna Düsseldorf   | Alemania   | 1995-1996 |
| FC Sion              | Suiza      | 1996-1997 |

## Palmarés

### Títulos a nivel de club
- Primera Liga de Yugoslavia con Estrella Roja: 1989-90, 1990-91 y 1991-92.
- Copa de Yugoslavia con Estrella Roja: 1989-90.
- Copa de Europa con Estrella Roja: 1990-91.
- Copa Intercontinental con Estrella Roja: 1991.

### Título a nivel individual
- Bota de Oro europea en 1991-92 con Estrella Roja, 34 goles.
- 4 veces máximo goleador de la liga yugoslava
- Balón de Plata 1991

- Datos: Q311362
- Multimedia: Darko Pančev / Q311362